# アジア太平洋言語学オリンピック
アジア太平洋言語学オリンピック(英: Asia Pacific Linguistics Olympiad、通称APLO)は、未知の言語を分析する能力を競うアジア太平洋地域の大会である。国際言語学オリンピック(IOL)に出場する日本代表選手を決定する2次予選大会の役割も兼ねている。3月末から4月初頭に各国のサテライト会場、またはオンライン会議システムを利用したバーチャル方式で開催されている。

## 概要

### 競技内容
与えられた未知の言語のデータとそれに対応する訳から法則を導出した上で、その法則をもとに未知の言語における新たな語形を推測することを目的とした問題が出題される。言語学の諸分野のうち、音韻論、形態論、統語論、命数法、文字、親族名称などから出題される。IOLと形式はほぼ同じで、問題に対する回答のほかに、導出した法則を文章や表で説明する必要がある。制限時間は5時間で、5問が出題される。競技者は、問題文および解答を書くための作業言語を選択することができる。
| 大会     | 問題  | 言語                     | 分類(地域)                                     | 分野                         |
| -------- | ----- | ------------------------ | ---------------------------------------------- | ---------------------------- |
| APLO2023 | 第1問 | イマス語                 | 低地セピク語族(パプアニューギニア)             | 形態, 動詞形態               |
| APLO2023 | 第2問 | クテナイ語               | 系統不明の言語(アメリカ合衆国・カナダ)         | 意味, 対応, 形態             |
| APLO2023 | 第3問 | コボン語                 | トランス・ニューギニア語族(パプアニューギニア) | 命数, 数式                   |
| APLO2023 | 第4問 | イナンワタン語           | トランス・ニューギニア語族(インドネシア)       | 統語                         |
| APLO2023 | 第5問 | コンバイ語               | トランス・ニューギニア語族(インドネシア)       | 統語                         |
| APLO2022 | 第1問 | パナラ語                 | マクロ・ジェー語族(ブラジル)                   | 統語                         |
| APLO2022 | 第2問 | ワユ語                   | アラワク語族(ベネズエラ・コロンビア)           | 形態                         |
| APLO2022 | 第3問 | ジャラワラ語             | アラワ語族(ブラジル)                           | 統語                         |
| APLO2022 | 第4問 | ンコルンプ語             | ヤム語族(インドネシア)                         | 命数                         |
| APLO2022 | 第5問 | ミスキート語             | ミスマルパ語族(ホンジュラス・ニカラグア)       | 統語                         |
| APLO2021 | 第1問 | ピチャンチャチャラ語     | パマ・ニュンガン語族(オーストラリア)           | 統語                         |
| APLO2021 | 第2問 | クシヨコチャ・ティクナ語 | 系統不明の言語(ペルー)                         | 形態, 韻律                   |
| APLO2021 | 第3問 | ソマリ語 オスマニヤ文字  | アフロ・アジア語族(ソマリア)                   | 命数, 数式, 文字             |
| APLO2021 | 第4問 | フディ語                 | アフロ・アジア語族(カメルーン・ナイジェリア)   | 形態                         |
| APLO2021 | 第5問 | サンダウェ語             | 系統不明の言語(タンザニア)                     | 統語                         |
| APLO2020 | 第1問 | イアアイ語               | オーストロネシア語族(ニューカレドニア)         |                              |
| APLO2020 | 第2問 | ワルマン語               | トリチェリ語族(パプアニューギニア)             |                              |
| APLO2020 | 第3問 | コイラ・チーニ語         | ソンガイ語族(マリ)                             |                              |
| APLO2020 | 第4問 | トゥバトゥラバル語       | ユト・アステカ語族(アメリカ合衆国)             |                              |
| APLO2020 | 第5問 | マンタウラン語           | 台湾諸語(台湾)                                 |                              |
| APLO2019 | 第1問 | イク語                   | ナイル・サハラ語族(ウガンダ)                   | 命数, 対応                   |
| APLO2019 | 第2問 | ウラリナ語               | 系統不明の言語(ペルー)                         | 統語, 意味, 図説明, 親族名称 |
| APLO2019 | 第3問 | メエ語                   | トランス・ニューギニア語族(パプアニューギニア) | 形態, 動詞形態               |
| APLO2019 | 第4問 | ヘブライ語               | アフロ・アジア語族(イスラエル)                 | 形態, 動詞形態, 対応         |
| APLO2019 | 第5問 | 古テュルク語 突厥文字    | テュルク語族                                   | 文字                         |

### 歴史
アジア太平洋地域において、言語および言語学への関心を高めることを目的として2019年に第1回大会が開催された。以降、日本においては国際言語学オリンピックに進出する代表選手8人を選ぶための実質的な2次予選として機能している。
APLO2019は2019年5月5日(日)に開催され、10の国と地域( バングラデシュ、 中華人民共和国、 香港、 インド、 日本、 マレーシア、 ネパール、 大韓民国、 台湾、 ウクライナ)に設置された12のサテライト会場から250人が参加した。
APLO2020は当初4月に開催される予定であったが、新型コロナウイルス感染症の影響で2020年9月27日(日)に順延された。この年から、各国の組織委員会はビデオ通話システムで監督を行うバーチャル方式を選択することが可能となった。6つの国と地域( 中華人民共和国、 香港、 日本、 マレーシア、 大韓民国、 台湾)に設置された7つのサテライト会場から97人が参加したほか、5つの国と地域( カナダ(英語話者)、 コロンビア、 ラトビア、 ロシア、 ウクライナ)に設置された7つのサテライト会場・バーチャル会場から60人がゲスト参加した。同年開催予定であったIOL2020が感染拡大を受けて中止となったため、実質的にAPLO2020がIOLの代わりとなる国際大会の役割を果たした。
APLO2021は2021年3月28日(日)に開催され、6つの国と地域( 中華人民共和国、 香港、 日本、 マレーシア、 大韓民国、 台湾)に設置された15のサテライト会場・バーチャル会場から182人が参加したほか、6つの国と地域( カナダ(英語話者)、 コロンビア、 インド、 ルーマニア、 シンガポール、 ウクライナ)に設置された9つのサテライト会場・バーチャル会場から423人がゲスト参加した。
APLO2022は2022年4月10日(日)に開催され、8つの国と地域( 中華人民共和国、 香港、 日本、 マレーシア、 大韓民国、 台湾、 ネパール、 タイ)に設置された14のサテライト会場・バーチャル会場から213人が参加したほか、7つの国と地域( カナダ(英語話者)、 コロンビア、 インド、 ルーマニア、 ウクライナ、 ブラジル、 モルドバ)に設置された9つのサテライト会場・バーチャル会場から249人がゲスト参加した。
APLO2023は2023年4月9日(日)に開催され、8つの国と地域( 中華人民共和国、 香港、 日本、 マレーシア、 大韓民国、 台湾、 ネパール、 タイ)に設置された16のサテライト会場から222人が参加したほか、9つの国と地域( カナダ(英語話者)、 コロンビア、 インド、 ルーマニア、 ウクライナ、 ブラジル、 モルドバ、 フィンランド、 オランダ)に設置された13のサテライト会場・バーチャル会場から166人がゲスト参加した。

### 組織
APLOは、国際委員会(International Board)、国際審判(International Jury)、各国組織委員会(Local Organizers)、各国審判(Local Jury)によって組織されている。
- 委員長: Monojit Choudhury, Minkyu Kim
- 委員: Suhaimi Ramly, Shu-Kai Hsieh, Rujul Gandhi, Vlad Neacsu (国際審判長), Simona Klemenčič (広報長)

## 参加資格
参加資格は、次のIOLの時点で20歳未満かつ大学教育を受けていないことである。個人でAPLOに応募することはできず、必ず各加盟国の組織委員会を通して応募する必要がある。日本から参加する場合は、日本言語学オリンピック選抜枠における成績上位者としてAPLO日本代表に選ばれる必要がある。

## 大会成績

### 参加者数
参加者数、参加国数共に年々増加傾向にある。2023年現在、延べ参加者数は1862人に上る。2023年時点の正規参加国の中では日本からの延べ参加者が185人と最も多く、ゲスト参加国を含めると284人のシンガポールが最多である。

アジア太平洋言語学オリンピックに参加したことのある国(2021年現在)
正規参加国
かつて正規参加したことのあるゲスト参加国
ゲスト参加国

| 参加国           | 参加国           | 2019 | 2020 | 2021 | 2022 | 2023 | 計  |
| ---------------- | ---------------- | ---- | ---- | ---- | ---- | ---- | --- |
| 日本             | 日本             | 8    | 21   | 31   | 67   | 58   | 185 |
| 中国             | 中国             | 28   | 12   | 61   | 26   | 38   | 165 |
| 大韓民国         | 大韓民国         | 24   | 19   | 34   | 30   | 34   | 141 |
| 台湾             | 台湾             | 16   | 21   | 21   | 21   | 24   | 103 |
| 香港             | 香港             | 19   | 16   | 18   | 19   | 17   | 89  |
| マレーシア       | マレーシア       | 15   | 8    | 17   | 22   | 13   | 75  |
| ネパール         | ネパール         | 12   | 0    | 0    | 11   | 9    | 32  |
| インド           | インド           | 39   | 0    | 47   | 54   | 38   | 178 |
| バングラデシュ   | バングラデシュ   | 94   | 0    | 0    | 0    | 0    | 94  |
| ウクライナ       | ウクライナ       | 14   | 10   | 23   | 12   | 18   | 77  |
| タイ             | タイ             | 0    | 0    | 0    | 17   | 29   | 41  |
| シンガポール     | シンガポール     | 0    | 0    | 284  | 0    | 0    | 284 |
| ルーマニア       | ルーマニア       | 0    | 0    | 59   | 105  | 20   | 184 |
| コロンビア       | コロンビア       | 0    | 9    | 26   | 43   | 25   | 103 |
| ブラジル         | ブラジル         | 0    | 0    | 0    | 17   | 18   | 35  |
| カナダ(英語話者) | カナダ(英語話者) | 0    | 5    | 7    | 8    | 11   | 33  |
| ロシア           | ロシア           | 0    | 27   | 0    | 0    | 0    | 27  |
| フィンランド     | フィンランド     | 0    | 0    | 0    | 0    | 22   | 22  |
| モルドバ         | モルドバ         | 0    | 0    | 0    | 10   | 10   | 20  |
| ラトビア         | ラトビア         | 0    | 9    | 0    | 0    | 0    | 9   |
| オランダ         | オランダ         | 0    | 0    | 0    | 0    | 4    | 4   |
| 参加国数         | 正規             | 10   | 6    | 6    | 8    | 8    | 11  |
| 参加国数         | ゲスト           | 0    | 5    | 6    | 7    | 9    | 8   |
| 参加者数         | 正規             | 250  | 97   | 182  | 213  | 222  | 964 |
| 参加者数         | ゲスト           | 0    | 60   | 423  | 249  | 166  | 898 |

### 受賞者
各正規参加国の競技者のうち、上位8名が公式参加者(official participants)として認定され、賞を授与される。金賞・銀賞・銅賞・努力賞は、以下のように参加国全体の成績分布と各国内の成績分布の双方を基準として決定される:
1. 公式参加者の成績の平均値を m 、標準偏差を s としたとき、各賞のボーダーは金賞が m+s 点、銀賞が m 点、銅賞が m-s 点となる。
2. ただし、各国の8名の公式参加者のうち、金賞は1人以下、金賞+銀賞は4人以下、金賞+銀賞+銅賞は8人以下でなければならない。努力賞は、銅賞のボーダーを下回った公式参加者に授与される[6]。

ボーダーを上回っていても、基準2により自国内での順位が低い場合は、その賞を獲得することができない。このため、場合によっては高得点を獲得しても、他国の低得点者に比べて授与される賞が下位のものである、ということもありうる。また、ゲスト参加国の競技者には賞が授与されない。
| 参加国         | 2019 | 2019 | 2019 | 2019 | 2020 | 2020 | 2020 | 2020 | 2021 | 2021 | 2021 | 2021 | 2022 | 2022 | 2022 | 2022 | 2023 | 2023 | 2023 | 2023 | 計 | 計 | 計  | 計 |
| 参加国         | 金   | 銀   | 銅   | 努   | 金   | 銀   | 銅   | 努   | 金   | 銀   | 銅   | 努   | 金   | 銀   | 銅   | 努   | 金   | 銀   | 銅   | 努   | 金 | 銀 | 銅  | 努 |
| -------------- | ---- | ---- | ---- | ---- | ---- | ---- | ---- | ---- | ---- | ---- | ---- | ---- | ---- | ---- | ---- | ---- | ---- | ---- | ---- | ---- | -- | -- | --- | -- |
| 日本           | 1    | 3    | 3    | 1    | 1    | 3    | 4    | 0    | 1    | 3    | 4    | 0    | 1    | 3    | 4    | 0    | 1    | 3    | 4    | 0    | 5  | 15 | 19  | 1  |
| 台湾           | 1    | 3    | 4    | 0    | 1    | 2    | 5    | 0    | 1    | 2    | 5    | 0    | 1    | 3    | 4    | 0    | 1    | 3    | 4    | 0    | 5  | 13 | 22  | 0  |
| 香港           | 0    | 1    | 3    | 4    | 1    | 0    | 1    | 6    | 1    | 2    | 5    | 0    | 1    | 3    | 4    | 0    | 1    | 3    | 4    | 0    | 4  | 9  | 17  | 10 |
| 大韓民国       | 1    | 3    | 4    | 0    | 1    | 2    | 5    | 0    | 0    | 4    | 4    | 0    | 1    | 3    | 4    | 0    | 0    | 4    | 4    | 0    | 3  | 16 | 20  | 0  |
| 中国           | 0    | 4    | 4    | 0    | 1    | 3    | 4    | 0    | 1    | 3    | 4    | 0    | 0    | 1    | 7    | 0    | 1    | 3    | 4    | 0    | 3  | 14 | 23  | 0  |
| マレーシア     | 1    | 2    | 5    | 0    | 0    | 1    | 3    | 4    | 0    | 0    | 3    | 5    | 0    | 4    | 3    | 1    | 0    | 1    | 4    | 3    | 1  | 8  | 18  | 13 |
| タイ           |      |      |      |      |      |      |      |      |      |      |      |      | 0    | 2    | 5    | 1    | 1    | 2    | 2    | 3    | 1  | 4  | 7   | 4  |
| インド         | 1    | 3    | 4    | 0    |      |      |      |      |      |      |      |      |      |      |      |      |      |      |      |      | 1  | 3  | 4   | 0  |
| ウクライナ     | 1    | 3    | 4    | 0    |      |      |      |      |      |      |      |      |      |      |      |      |      |      |      |      | 1  | 3  | 4   | 0  |
| バングラデシュ | 0    | 0    | 2    | 6    |      |      |      |      |      |      |      |      |      |      |      |      |      |      |      |      | 0  | 0  | 2   | 6  |
| ネパール       | 0    | 0    | 0    | 8    |      |      |      |      |      |      |      |      | 0    | 0    | 0    | 8    | 0    | 0    | 1    | 7    | 0  | 0  | 1   | 23 |
| 受賞者数総計   | 6    | 22   | 33   | 19   | 5    | 11   | 22   | 10   | 4    | 14   | 25   | 5    | 4    | 19   | 31   | 10   | 5    | 19   | 27   | 13   | 24 | 85 | 138 | 57 |
| ボーダー[点]   | 44.2 | 28.4 | 12.6 | 0.0  | 58.0 | 48.0 | 38.0 | 0.0  | 55.0 | 42.0 | 31.0 | 0.0  | 43.0 | 31.0 | 23.0 | 0.0  | 60.0 | 45.0 | 25.0 | 0.0  | -  | -  | -   | -  |